# 菲利斯灣
菲利斯灣（英語：Phyllis Bay），是南極洲的海灣，位於南桑威奇群島的蒙塔古島南端，處於艾倫角和斯卡利特角之間，在1930年由英國研究隊繪入地圖，由英國海外領土管轄。